# 조선왕릉관리소
조선왕릉관리소(朝鮮王陵管理所)는 능·원·묘와 그 부속 임야 및 토지의 보호·관리에 관한 사무를 관장하는 대한민국 문화재청의 소속기관이다. 2012년 7월 24일 발족하였으며, 서울특별시 종로구 효자로 12 국립고궁박물관 별관 내에 위치하고 있다. 소장은 서기관 또는 기술서기관으로 보한다.

## 연혁
- 2012년 7월 24일: 문화재청 소속으로 조선왕릉관리소 설치.[3]

## 조직

### 소장
- 기획운영팀[4]
- 수리복원팀[4]
- 전통조경팀[4]

### 소속기관
- 동부지구관리소
- 중부지구관리소
- 서부지구관리소